# 元玉任
元 玉任（ウォン・オキム、朝: 원 옥임、英: Won Ok Im, 1986年11月9日 - ）は、北朝鮮出身の柔道選手。階級は63kg級。身長162cm。

## 人物
2006年のアジア大会63kg級で3位となった。2008年のアジア選手権でも3位になった。北京オリンピックでは準決勝まで進むも、フランスのリュシ・ドコスに合技で敗れたが、3位決定戦ではオーストリアのクラウディア・ハイルを技ありで破って銅メダルを獲得した。2009年の東アジア大会では日本の田中美衣に袈裟固で敗れて3位だった。

## 主な戦績
- 2005年 - アジアジュニア 3位(70kg級)
- 2006年 - アジア大会 3位
- 2006年 - 青島国際 3位
- 2008年 - アジア選手権 3位
- 2008年 - 北京オリンピック 3位
- 2009年 - 東アジア大会 3位